# Gods of Light '73-'75
Gods of Light '73-'75 è un album dal vivo del gruppo musicale britannico Camel, pubblicato nel 2000.

## Tracce
1. God of Light Revisited (Bardens) (from Greasy Truckers) – 16:11
2. White Rider (Latimer) (from BBC Broadcast 1974) – 8:54
3. Lady Fantasy (Camel) (from BBC Broadcast 1974) – 11:35
4. Arubaluba (Bardens) (from BBC Broadcast 1974) – 6:52
5. Excerpt from the Snow Goose (Bardens, Latimer) (from BBC Radio One In Concert 1975) – 27:20

## Formazione
- Andrew Latimer – chitarra
- Andy Ward – batteria
- Doug Ferguson – basso
- Peter Bardens – tastiera